# Ряховците
Ря̀ховците е село в Северна България, община Севлиево, област Габрово. В селото живеят християни и мюслюмани.

## География
Село Ряховците се намира на около 30 km северозападно от центъра на град Габрово, 8 km западно от град Севлиево и 28 km изток-югоизточно от град Ловеч. Разположено е в Средния Предбалкан, в източното подножие на Микренските височини. Климатът е умереноконтинентален; почвите в землището са главно сиви и светлосиви горски. Преобладаващият наклон на терена е на север-североизток. В същата посока през селото протича малката местна река, която на около километър северно от него събира водите си със Славейковската река като ляв приток на река Росица, вливащ се в нея югоизточно от село Кормянско. Надморската височина на площада в центъра на Ряховците е около 291 m, нараства до около 320 – 330 m на юг, а на север-североизток намалява до около 260 m. Северно от Ряховците минава първокласният републикански път I-4, съвпадащ с Европейски път Е772.
В източната част на землището на Ряховците има три микроязовира.
Населението на село Ряховците, наброявало 2687 души при преброяването към 1934 г. и 2823 към 1946 г., намалява до 1861 към 1985 г., 1497 към 2001 г. и 1240 души (по текущата демографска статистика за населението) към 2019 г.
При преброяването на населението към 1 февруари 2011 г., от обща численост 1365 лица, за 312 лица е посочена принадлежност към „българска“ етническа група, за 1009 – към „турска“, за 38 не е даден отговор и за останалите не са посочени данни в източника.

## История
Турско училище в село Ряховците се открива преди Руско-Турската Освободителна война. През 1944 г. в училището има две паралелки. През 1949 – 1950 г. се разкриват три прогимназиални класа. Училището се закрива на 1 септември 1960 г.
Историята на закритото от 1 септември 2020 г. основно училище „Емилиян Станев“ в село Ряховците започва от 1896 г. със създаването в селото на „Народно начално училище“, променено от 1921 г. в „Смесена прогимназия“, а от 1927 г. – в „Народно основно училище“. От 1944 г. до 1992 г. училището носи името на убитата през 1943 г. партизанка Ганка Стефанова (Роза), а от 1994 г. до закриването му през 2020 г. поради недостиг на ученици се нарича Основно училище „Емилиян Станев“.
Читалище „Пробуда“ в село Ряховците е основано през 1907 г. като Ряховско народно читалище ”Съгласие”. До 1944 г. то претърпява няколко промени в организацията и наименованието. От 1971 г. Народното читалище „Пробуда“ е преименувано на името на партизанката „Ганка Стефанова“. По нареждане на отдел ”Култура“ при Общинския народен съвет – Севлиево, от началото на 1992 г. наименованието отново става „Пробуда“.
Потребителната кооперация „Възход“ в село Ряховците има началото си през 1918 г. с учредяването от селяните на първата кооперативна организация „Солидарност“ и откриването на първия кооперативен магазин с цел да снабдяват населението предимно с брашно, пшеница и други хранителни продукти. През 1931 г. 43 лица от селото учредяват кредитно кооперативно сдружение с ограничена отговорност под наименованието „Ряховска популярна банка“. Популярната банка е развивала успешно следните дейности: кредитиране на членовете за производствени цели, развиване спестовността, доставка и пласиране на доброкачествени и евтини стоки, извършване продажби на селскостопански продукти, доставка на инвентар, организиране на кооперативни работилници, съдействие за комасиране на земите и други. През 1946 г. годишното отчетно събрание на банката решава да преустанови банковата си дейност и да се трансформира във Всестранна кооперация „Възход“ село Ряховците. От 1952 г. наименованието на кооперацията е Селкооп „Възход“ – село Ряховците, а от 1958 г. – Потребителна кооперация „Възход“, която е ликвидирана през 1980 г.
На 27 януари 1949 г. при Всестранна кооперация „Възход“ – село Ряховците се основава „Трудово-земеделски производителен отдел“. На 16 септември 1950 г. общото събрание на членовете на отдела приема примерния устав на ТКЗС и отделът се обособява в отделна юридическа личност като самостоятелно стопанство под името Трудово кооперативно земеделско стопанство (ТКЗС) „Възход“ – село Ряховците. През следващите години стопанството претърпява редица промени в организацията и наименованието. През периода 1990 – 1992 г. то действа като „ТКЗС – село Ряховците“, а през периода 1992 – 1995 г. е „ТКЗС в ликвидация“.

## Население
Преброяване на населението през 2011 г.
Численост и дял на етническите групи според преброяването на населението през 2011 г.:
|                     | Численост | Дял (в %) |
| Общо                | 1365      | 100,00    |
| Българи             | 312       | 22,85     |
| Турци               | 1009      | 73,91     |
| Цигани              | 0         | 0,00      |
| Други               | 0         | 0,00      |
| Не се самоопределят | 0         | 0,00      |
| Неотговорили        | 38        | 2,78      |

## Обществени институции
Село Ряховците към 2020 г. е център на кметство Ряховците.
В село Ряховците към 2020 г. има:
- действащо читалище „Пробуда – 1907“;[17][18]
- православна църква „Свети архангел Михаил“;[19][20]
- джамия;
- пощенска станция;[21]
- Клуб на пенсионера.

## Културни и природни забележителности
В землището на селото са открити 12 тракийски могили. Към октомври 2005 г. са останали само пет, другите са унищожени от иманяри.
Западно от селото на хълма „Текето“ се намира тюрбето на Гази бабà, мюсюлмански светец. Всяка година в текето на хълма се събират поклонници – мюсюлмани и християни, и почитат светеца, погребан там.
В центъра на селото има паметник на Ганка Стефанова Дянкова (наричана Лиляна Роза). Родена е на 16 февруари 1921 г. в Ряховците, секретар на окръжния комитет на Работническия младежки съюз, загинала като партизанка в сражение на 14 август 1943 г.